# San Martín (Misiones)

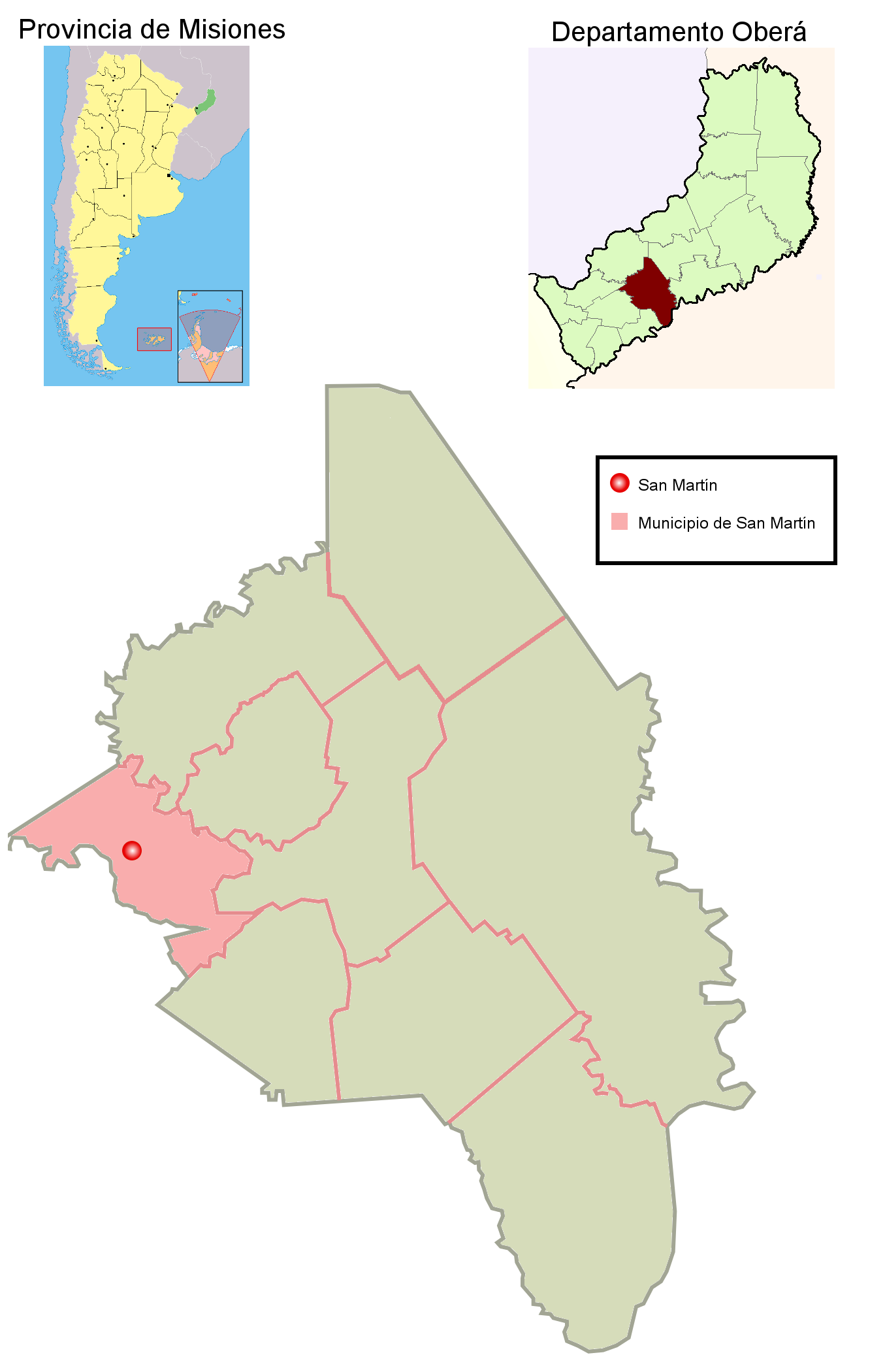
Área del municipio de San Martín en el departamento Oberá.

San Martín es una localidad y municipio argentino de la provincia de Misiones, ubicado al noroeste del departamento Oberá. La ruta provincial N.º 103 (asfaltada) la comunica con las ciudades de Oberá y Santa Ana.
Recibe su nombre del santo San Martín de Tours, quien fuera un obispo húngaro del s.IV.
La primera Comisión de Fomento fue creada en 1942. Los principales cultivos de la zona son la yerba mate, té y tabaco, sin embargo, las posibilidades agrícolas del lugar se ven reducidas por la alta presencia de sueldo pedregoso y tosca. En el núcleo urbano se encuentran varios aserraderos y secaderos de té y yerba mate que le otorgan una identidad industrial definida. Entre sus principales atractivos turísticos se encuentra el balneario municipal, muy cerca del salto Berrondo.
El municipio cuenta con una población de 2.126 habitantes, según el censo del año 2001 (INDEC).

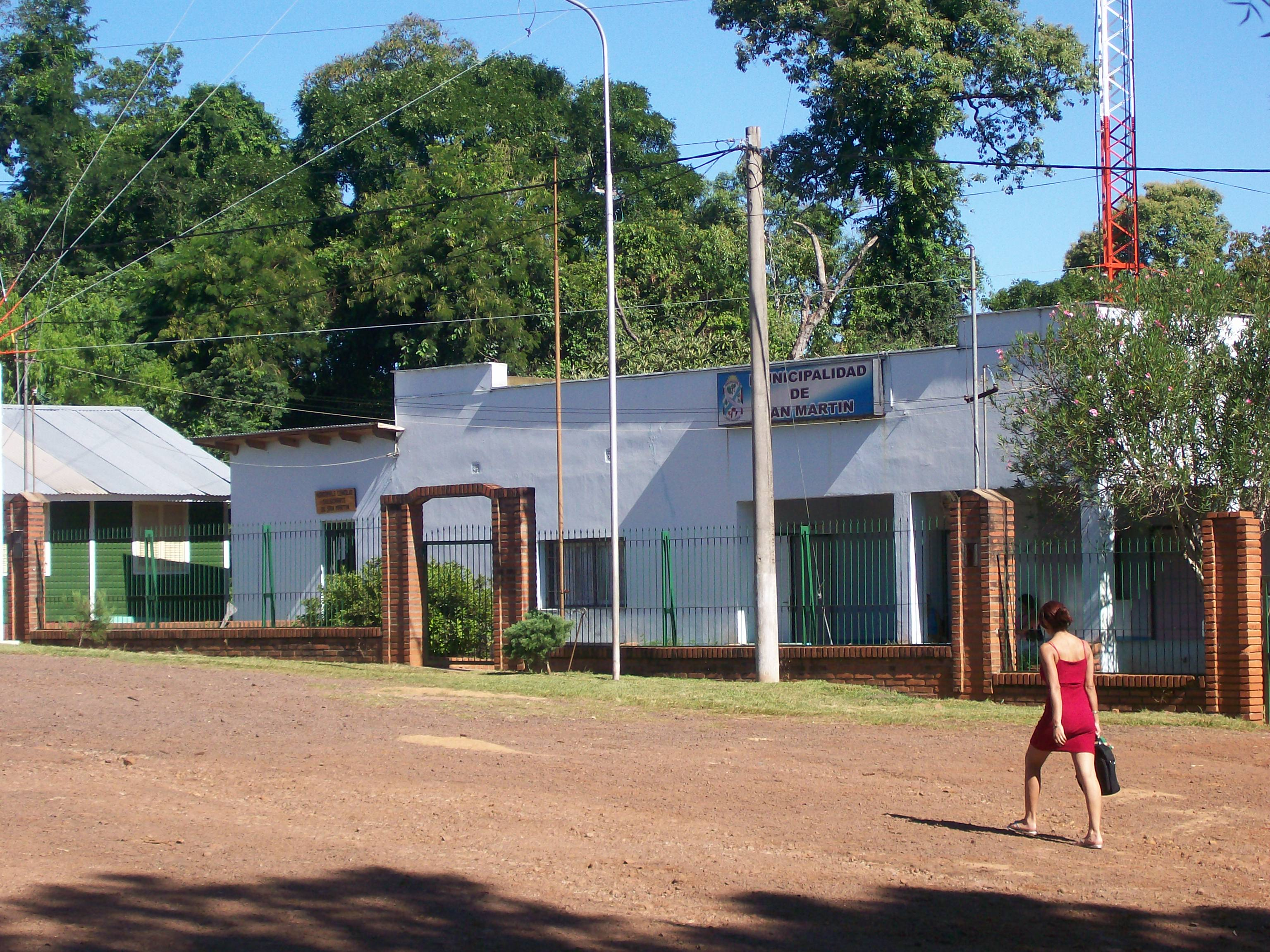
Sede de la Municipalidad de San Martín, sobre la ruta Provincial 103.

- Datos: Q7414870
- Multimedia: San Martín, Misiones / Q7414870